# 가면라이더 디케이드 새로운 세계의 등장인물
《가면라이더 디케이드》의 등장 인물들은 A.R. 월드와 관련되어 있다. 이 중 새로운 세계(일본어: 新たな世界 아라타나 세카이[*])는 네거 세계, 디엔드의 세계와 쇼와 라이더, 슈퍼 전대를 바탕으로 하는 세계, 라이더 대전의 세계로 이루어져 있으며, 일부 세계의 경우 각 원작의 요소들이 채용되었으나 스토리나 등장 인물 등은 일부 변형된 "페러렐 월드"이다. 단, 신켄저의 세계는 변형되지 않았다.

## 네거티브의 세계
네거티브의 세계(일본어: ネガの世界 네가노 세카이[*])는 츠카사와 나츠미가 여행을 시작하기 전의 세계였다. 그러나 그 실체는 인간의 존재가 용납되지 않으며, 인간의 모습을 하고 있는 괴인들을 다크 라이더(일본어: ダークライダー 다쿠 라이다[*])들이 관리하는 세계이다. 사진관의 배경은 1화의 대폭발 상황에서 탈출하기 위해 달리던 모자(母子)의 그림이다. 네거티브의 세계에서 츠카사는 자신의 사진이 정상적으로 찍히게 되며, 아이돌 스타가 되어 유명해진다. 한편 다이키는 K-터치를 노린다.

### 쿠레나이 오토야
쿠레나이 오토야(일본어: 紅 音也)는 키바트 배트 2세를 통해 가면라이더 다크 키바(일본어: 仮面ライダーダークキバ 카멘라이다 다쿠 키바[*])로 변신하는 남자로, 네거티브의 세계에서 다크 라이더들을 통솔하고 있다. 처음에 츠카사 일행 앞에 나타났을 때 네거티브의 세계를 구해준 것에 대해 감사해했다. 오토야의 최종 목적은 츠카사를 네거티브의 세계의 지배자로 만드려는 것으로, 츠카사를 시험하기 위해 직접 공격하기도 했다. 그러나 츠카사가 다크 라이더들을 모두 쓰러뜨리자 도주했다.
쿠레나이 오토야는 원작 《가면라이더 키바》에서 쿠레나이 오토야를 연기했던 타케다 코헤이(일본어: 武田 航平)가 연기했다.

### 나츠미
네거티브의 세계의 나츠미(일본어: ネガの世界の夏海 네가노 세카이노 나츠미[*])는 네거티브의 세계의 히카리 나츠미로 네거티브의 세계의 유일한 "진짜 인간"이다. K-터치가 숨겨진 곳을 알고 있는 여성으로, 그 때문에 오토야의 보호를 받는다. 마침내 나츠미는 츠카사에게 K-터치를 던져주어 다크 라이더를 쓰러뜨리게 했으며, 마지막에는 "이 세계에서 내일을 믿으며 살아가겠다"고 다짐하며 츠카사 일행을 떠났다.
네거티브의 세계의 나츠미는 히카리 나츠미를 연기한 모리 칸나가 연기했다.

### 류우가
가면라이더 류우가(일본어: 仮面ライダーリュウガ 카멘라이다 류우가[*])는 네거티브의 세계의 다크 라이더 중 하나로, 나츠미의 TG 클럽 동창생이었던 사토 히로히코(일본어: 佐藤 博彦)를 죽인 후 그 사람으로 의태해있었다. 디케이드 컴플리트 폼이 소환한 류우키 서바이브에게 죽음을 당했다.
사토 히로히코와 류우가의 목소리는 이와마 타카츠구(일본어: 岩間 天嗣)가 연기했다.

### 오가
가면라이더 오가(일본어: 仮面ライダーオーガ 카멘라이다 오가[*])는 네거티브의 세계의 다크 라이더 중 하나로, 나츠미의 TG 클럽 동창생이었던 사카타 켄지(일본어: 坂田 健児)를 죽인 후 그 사람으로 의태해있었다. 디케이드 컴플리트 폼이 소환한 파이즈 블래스터에게 죽음을 당했다.
사카타 켄지와 오가의 목소리는 사카모토 케이스케(일본어: 坂本 恵介)가 연기했다.

### 다크 가부토
가면라이더 다크 가부토 또는 가면라이더 다크 카부토(일본어: 仮面ライダーダークカブト 카멘라이다 다쿠 카부토[*])는 네거티브의 세계의 다크 라이더 중 하나로, 나츠미의 TG 클럽 동창생이었던 아오야기 카즈요시(일본어: 青柳 和良)를 죽이고 그 사람으로 의태해있었다. 디케이드 컴플리트 폼이 소환한 가부토 하이퍼 폼에게 죽음을 당했다.
아오야기 카즈요시와 다크 카부토의 목소리는 모리 요타(일본어: 森 陽太 모리 요우타[*])가 연기했다.

### 얼터너티브
의사 라이더 얼터니티브(일본어: 疑似ライダーオルタナティブ 기지 라이다 오루타나티부[*])는 네거티브의 세계의 다크 라이더 중 하나로, 나츠미의 고등학교 시절 교사였던 타나카(일본어: 田中, 다나카)를 죽이고 그 사람으로 의태해있었다. 나츠미를 죽이려 하지만 다크 키바로 변신한 오토야에게 제지를 당했다. 얼터너티브는 디엔드에게 죽음을 당했다. 얼터너티브의 슈트는 얼터너티브 제로(일본어: オルタナティブ・ゼロ 오루타나티부 제로[*])의 것을 사용했다.
타나카와 얼터너티브의 목소리는 키타야마 마사야스(일본어: 北山 雅康)가 연기했다.

### 치나츠
치나츠(일본어: 千夏)는 나츠미의 고등학교 시절 동창이다. 나츠미에게 다크 라이더들에게서 훔쳐 낸 K-터치를 넘겨주고 숨을 거두었다.
치나츠는 《수권전대 게키레인저》에서 히사츠 사치코를 연기한 이하타 주리(일본어: 井端 珠里)가 연기했다.

### 레이드래군
레이드래군(Raydragoon, 일본어: レイドラグーン 레이도라군[*], 20화 ~ 21화)들은 잠자리 형태의 미러 몬스터로 네거티브의 세계에서 인간의 모습으로 의태, 오토야의 부하로 활동하고 있었다. 디엔드에게 몰살되었다.

## 디엔드의 세계
디엔드의 세계(일본어: ディエンドの世界 디엔도노 세카이[*])는 카이토 다이키의 원래 세계이다. 포틴(일본어: フォーティーン)이 지배하고 있는 세계로, 그 아래로 로치(Roach, 일본어: ローチ)들이 인류를 지배하고 있다. 사진관의 배경은 디엔드를 상징하는 마크가 담긴 현상수배지가 거리에 흩날리는 그림이다. 이 세계에 살고 있는 인류들은 누구든지 다른 사람에게 친절하게 행동해야 하며, 규칙을 어기면 개조 수술을 받아 의식을 빼앗기게 된다. 글레이브, 랜스, 라르크 세 명의 가면라이더가 포틴에 저항했지만 현재 글레이브는 포틴의 부하가 되었으며, 대부분의 마을 사람들도 세뇌당하여 가면라이더를 적대시하고 있다. 디엔드의 세계에서 츠카사는 영업사원으로 활동하며, 디엔드는 자신의 형을 포틴의 지배로부터 해방시키길 원한다.

### 카이토 준이치
카이토 준이치(일본어: 海東 純一)는 다이키의 형으로, 다이키처럼 가면라이더로 변신하는 남자이다. 과거에 가면라이더 글레이브(Glaive, 일본어: 仮面ライダーグレイブ 카멘라이다 구레이부[*])로 변신하여 포틴과 싸웠다가 세뇌당한 것으로 알려졌지만, 후일 세뇌를 당한 것이 아니라 포틴에 저항하는 '반란분자'를 색출하기 위해 미끼로서 연기해온 것이 밝혀졌다. 그리고 자신이 제2의 포틴이 되겠다고 하여 그를 말리려는 디엔드와 싸우지만 죽이지는 않았다. 그 후 스스로 어디론가 사라졌다.
카이토 준이치는 시무라 준이치를 연기했던 쿠로다 유키(일본어: 黒田 勇樹 쿠로다 유우키[*])가 연기했다.

### 미와 하루카
미와 하루카(일본어: 三輪 春香)는 포틴과 싸우기 위하여 가면라이더 라르크(Larc, 일본어: 仮面ライダーラルク 카멘라이다 라루쿠[*])로 변신하는 여성이다. 카이토 준이치, 마가키 신과 함께 포틴과 싸워왔으며, 포틴의 편으로 돌아선 카이토 준이치를 그리워해왔다.
미와 하루카는 미와 나츠미를 연기했던 미츠야 요코(일본어: 三津谷 葉子)가 연기했다.

### 마가키 신
마가키 신(일본어: 禍木 慎)은 포틴과 싸우기 위하여 가면라이더 랜스(Lance, 일본어: 仮面ライダーランス 카멘라이다 란스[*])로 변신하는 남자이다. 포틴의 밑에서 일하며 준이치를 팔아넘긴 다이키를 미워하고 있다.
마가키 신은 원작에서 마가키 신을 연기했던 스기우라 타카오(일본어: 杉浦 太雄)가 연기했다.

### 사신 14
사신 14(일본어: 邪神１４ 자신 포틴[*])은 로치들을 이끌며 이 세계를 지배하고 있는 존재로, 포틴(Fourteen, 일본어: フォーティーン 포틴[*])이라 불리는 인간체로 활동하고 있었다. 괴인체 "사신 14"는 여러 개의 팔을 가지고 있으며 공중에 날아다니는 형태이다. 결국 사신 14는 디케이드 컴플리트 폼이 소환한 암드 히비키의 참격에 몸이 반으로 갈리며 죽음을 당했다. 사신 14의 죽음과 함께 로치들과 포틴이 사람들에게 주입한 세뇌 바이러스도 모두 사라졌다.
포틴은 이토 타카시(일본어: 伊藤 高史)가 연기했다.

### 보스로치
보스로치(Bossroach, 일본어: ボスローチ)는 인간들을 감시하는 로치 부대의 우두머리격 존재로, 코카서스장수풍뎅이의 선조 언데드이다. 디케이드 컴플리트 폼이 소환한 키바 엠페러 폼에게 죽음을 당했다.

### 다크로치
다크로치(Darkroach, 일본어: ダークローチ 다쿠로치[*])는 카테고리가 알려지지 않은 언데드이다. 포틴의 부하로 인간들이 포틴의 규칙을 지키는지를 감시한다. 포틴의 죽음과 함께 모두 사라졌다.

## 신켄저의 세계
사무라이전대 신켄저의 세계(일본어: 侍戦隊シンケンジャーの世界 사무라이센타이 신켄자노 세카이[*]) 또는 신켄쟈/신켄져의 세계는 33번째 슈퍼 전대 시리즈 작품인 《사무라이전대 신켄저》의 이야기를 배경으로 하는 세계이다. 사진관의 배경은 신켄저의 엔딩 크레딧으로, 두 쿠로코가 막을 열고, 그 안에서 다섯 오리가미가 나오는 그림이다. 가면라이더가 없는 세계인 대신, 디엔드라이버를 강탈한 외도중 치노마나코가 괴인라이더로 변신한다. 신켄저의 세계에서 츠카사와 유스케는 쿠로코로 활동하며, 다이키는 우메모리 겐타의 오리가미를 노리며, 《사무라이전대 신켄저》 20화에서 이카 오리가미를 훔친 상태이다. 스토리 상으로는 《사무라이전대 신켄저》 20화 ~ 21화 (2009년 7월 12일 ~ 19일 일본 방영)의 사이이다.

### 신켄저
신켄저(일본어: シンケンジャー 신켄자[*], 신켄쟈, 신켄져)는 한자를 바탕으로 한 "모지카라"(일본어: モヂカラ)를 사용하는 여섯 명의 사무라이들로, 사악한 외도중을 무찌르고 있다.
- 주군(일본어: 殿 토노[*]) - 시바 타케루: 신켄 레드
- 이케나미 류노스케: 신켄 블루
- 시라이시 마코: 신켄 핑크
- 타니 치아키: 신켄 그린
- 하나오리 코토하: 신켄 옐로
- 우메모리 겐타: 신켄 골드

신켄저의 근거지는 시바 가문의 집이며, 쿠사카베 히코마와 쿠로코들이 신켄저를 지원하고 있다.

### 외도중
외도중(일본어: 外道衆 게도슈[*])는 이승과 저승 사이를 흐르는 삼도천에 살고 있는 사악한 존재들이다. 육문선(일본어: 六門船 로쿠몬센[*])을 근거로 하고 있으며, 치마츠리 도고쿠, 우스카와 태부, 뼈의 시타리의 지휘를 받고 있다. 주요 요괴들은 아야카시(일본어: アヤカシ)라 불리며, 나나시 연대(일본어: ナナシ連中 나나시 렌주[*])라는 군단을 앞세워 이승을 침략한다.

### 치노마나코
치노마나코(일본어: チノマナコ)는 디엔드라이버를 빼앗은 아야카시로, 신켄저의 세계의 라이더인 치노마나코 디엔드 변신 형태(일본어: チノマナコ・ディエンド変身態 치노마나코 디엔도 헨신타이[*])로 변신한다. 디엔드로 변신한 치노마나코가 사용하는 가면라이드 카드는 무스 팡가이어와 이글 언데드를 소환하는 괴인라이드(일본어: 怪人ライド 카이진라이도[*])와 블레이드를 소환하는 가면라이드 카드이다. 그러나 무스 팡가이어는 신켄 핑크, 그린, 골드에게 죽음을 당했으며, 이글 언데드는 신켄 블루, 옐로, 그리고 쿠우가에게 죽음을 당했다. 결국 치노마나코는 열화대참도를 든 디케이드 컴플리트 폼과 블레이드 블레이드를 든 신켄 레드에게 죽음을 당했다. 다른 아야카시들의 모습이 일본 전설 속의 요괴에서 비롯된 것처럼 치노마나코도 모쿠모쿠렌(일본어: 目目連)의 모습을 바탕으로 하고 있다.
치노마나코의 목소리는 오토모 류자부로(일본어: 大友 龍三郎 오오토모 류자부로[*])가 연기했다.

## 블랙 RX의 세계
가면라이더 블랙 RX의 세계(일본어: 仮面ライダーブラックRXの世界 카멘라이다 부랏쿠 아루에쿠스노 세카이[*])는 《가면라이더 블랙 RX》의 이야기를 바탕으로 하는 세계이다. 사진관의 배경은 공중에 떠 있는 크라이시스 제국 요새의 그림이다. 블랙 RX의 세계에서 츠카사는 코타로와 크라이시스 제국으로부터 안개의 조(Joe the Haze, 일본어: 霞のジョー 카스미노 조[*])라고 불린다. 한편, 다이키는 아폴로 가이스트가 가지고 있는 퍼펙터를 노린다.

### 미나미 코타로 (블랙 RX)
미나미 코타로(일본어: 南 光太郎)는 블랙 RX의 세계에서, 로보 라이더(일본어: ロボライダー 로보라이다[*])·바이오 라이더(일본어: バイオライダー 바이오라이다[*])로 폼을 바꿀 수 있는 힘을 가진 가면라이더 블랙 RX(일본어: 仮面ライダーブラックRX 카멘라이다 부랏쿠 아루에쿠스[*])로 변신하여 크라이시스 제국에 맞서고 있는 남자이다. 행방불명된 안개의 조를 찾던 중, 대쇼커가 블랙 RX의 세계에 나타나 안개의 조를 찾기 위해 새로운 몬스터들을 소환하면서 위기에 처한다. 평생 동료를 찾아 싸울거냐며 츠카사의 빈정거림을 들었지만, 마침내 동료를 위해 평생 싸워나갈 것임을 다짐한다.
미나미 코타로는 원작에서 미나미 코타로를 연기했던 쿠라타 테츠오(일본어: 倉田 てつを)가 연기했다.

### 슈바리안
슈바리안(Schwarian, 일본어: シュバリアン)은 크라이시스 제국의 괴마 로봇(일본어: 怪魔ロボット 카이마 로봇토[*])으로, 크라이시스 최강의 괴마 로봇이라고 자부한다. 처음에는 아폴로 가이스트와 대결했지만, 결국 대쇼커의 멤버가 되었다. 그러나 결국 디케이드 컴플리트 폼이 소환한 아기토 샤이닝 폼에게 죽음을 당했다.
슈바리안의 목소리는 이나다 테츠(일본어: 稲田 徹)가 연기했다.

### Chaps
챕(Chap, 일본어: チャップ 찻푸[*])은 크라이시스 제국의 병사들이다.

### 블랙 RX의 세계에 등장하는 대쇼커의 멤버들
대쇼커에 소속된 괴인들이 아폴로 가이스트와 함께 블랙 RX의 세계를 침략했다.
- 스콜피온 이매진(일본어: スコーピオンイマジン 스코피온 이마진[*], 26화 ~ 27화): 아폴로 가이스트를 따르는 이매진이다. 파이즈 액셀 폼으로 변신한 디케이드에게 죽음을 당했다.
- 시문 팡가이어(일본어: シームーンファンガイア 시문 판가이아[*], 26화): 아폴로 가이스트를 따르는 팡가이어이다. 아기토로 변신한 디케이드의 아기토 라이더 킥에 죽음을 당했다.
- 맨티스 팡가이어(일본어: マンティスファンガイア 만티스 판가이아[*], 26화 ~ 27화): 아폴로 가이스트를 따르는 팡가이어이다. 파이즈 액셀 폼으로 변신한 디케이드에게 죽음을 당했다.
- 코뿔소 괴인(일본어: サイ怪人 사이 카이진[*], 26화 ~ 27화): 고르곰이 만든, 코뿔소 형태의 돌연변이 괴인이다. 아폴로 가이스트에 의해 소환되었으나, 결국 가면라이더 블랙의 라이더 펀치에 죽음을 당했다.
- 옥스 오르페녹(일본어: オックスオルフェノク 옷쿠스 오르페노쿠[*], 27화): 오르페녹이다. 디엔드에게 죽음을 당했다.
- 웜 오르페녹(일본어: ワームオルフェノク 와무 오르페노쿠[*], 27화): 오르페녹이다. 디엔드에게 죽음을 당했다.
- 프릴드리자드 오르페녹(일본어: フリルドリザードオルフェノク 후리루도 리자도 오르페노쿠[*], 27화): 오르페녹이다. 디엔드에게 죽음을 당했다.
- 브라키펠마 웜 아우란티움(Brachypelma Worm Aurantium, 일본어: ブラキペルマワーム・オーランタム 부라키페루마 와무 오란타무[*], 27화): 타란툴라종 웜이다.
- 브라키펠마 웜 비리디스(Brachypelma Worm Viridis, 일본어: ブラキペルマワーム・ビリディス 부라키페루마 와무 비리디스[*], 27화): 타란툴라종 웜이다.
- 타란테스 웜 퍼풀라(Tarantes Worm Purpula, 일본어: タランテスワーム・パープラ 타란테스 와무 파푸라[*], 27화): 타란툴라종 웜이다.

## 블랙의 세계
가면라이더 블랙의 세계(일본어: 仮面ライダーブラックの世界 카멘라이다 부랏쿠노 세카이[*])는 《가면라이더 블랙》의 이야기를 바탕으로 하는 세계이다. 이 세계에서는 고르곰이 대쇼커와 손을 잡고 있다.

### 미나미 코타로 (블랙)
미나미 코타로(일본어: 南 光太郎)는 가면라이더 블랙(일본어: 仮面ライダーブラック 카멘라이다 부랏쿠[*])으로 변신하여 비밀결사 고르곰과 싸우고 있는 남자이다. 블랙 RX의 세계 때처럼 처음에는 츠카사를 적으로 오해했다. 그 후 츠카사를 믿게 되면서 자신의 동료로 RX의 세계에서 사라진 안개의 조에 대한 이야기를 한다.
미나미 코타로는 원작 《가면라이더 블랙》에서 미나미 코타로를 연기했던 쿠라타 테츠오가 연기했다.

## 아마존의 세계
가면라이더 아마존의 세계(일본어: 仮面ライダーアマゾンの世界 카멘라이다 아마존노 세카이[*])는 《가면라이더 아마존》의 이야기를 바탕으로 하고 있다. 이 세계는 대쇼커가 지배하고 있는 세계로, 주민들은 아무도 믿지 않으려 하며, 대쇼커는 이 세계의 주민들을 시작으로 인류를 괴인으로 만들 목적을 가지고 있다. 사진관의 배경은 아마존 숲의 그림이다. 아마존의 세계에서 츠카사는 야구 선수 차림으로 활동하며, 다이키는 가가의 팔찌를 노린다.

### 야마모토 다이스케
야마모토 다이스케(일본어: 山本 ダイスケ)는 가면라이더 아마존(일본어: 仮面ライダーアマゾン 카멘라이다 아마존[*])으로 변신하는 남자로, 자신이 있을 곳을 찾아 세계를 여행해왔으나 자신이 있을 곳을 찾지 못한 상태에서 일본에 도착했다. 그 후, 십면귀가 이끄는 게돈과의 싸움에 휘말려 일본에 머물러 왔다. 마사히코에게 기기의 팔찌를 빼앗긴 후 배신감을 느끼지만, 마사히코의 진심을 알게 된 후 괴인 수술을 받을 위기에 처한 마사히코를 디케이드와 함께 구했다. 그 후 디케이드와 함께 아폴로 가이스트, 윰 키밀과 대결하여, 대절단으로 아폴로 가이스트에게 강한 공격을 가한 후, 파이널 어택 라이드 아마존의 영향으로 가가의 팔찌까지 차게 되어, 슈퍼 대절단으로 윰 키밀을 쓰러뜨린다.
다이스케는 일본계 페루인으로 트루히요(Trujillo) 출신인 사카모토 엔리케(Enrique Sakamoto, 일본어: 坂本 エンリケ)가 연기하였다.

### 오카무라 마사히코
오카무라 마사히코(일본어: 岡村 マサヒコ)는 대쇼커 스쿨의 4학년 학생으로, 대쇼커를 거부하는 사람들을 색출하여 대쇼커에게 인정받아왔다. 마침내 다이스케가 숨은 아지트인 히카리 사진관을 찾아내어 십면귀와 아폴로 가이스트에게 보고하지만, 아폴로 가이스트는 라이더들과 함께 마사히코를 공격한다. 마사히코는 대쇼커가 자신을 버릴 리 없다고 생각하며 아마존에게서 기기의 팔찌를 빼앗아 십면귀에게 바치지만, 전 인류를 괴인으로 만드려는 윰 키밀의 진정한 목적을 알게 되고, 괴인 개조 수술을 받을 위험에 처하게 된다. 그러나 마사히코의 진심을 깨달은 아마존과 디케이드에게 구출되어, 윰 키밀이 디케이드의 공격을 받고 쓰러진 틈을 타 기기의 팔찌를 다시 빼앗아 다이스케에게 돌려준다.
오카무라 마사히코는 타케이 아카시(일본어: 武井 証)가 연기했다.

### 오카무라 리츠코
오카무라 리츠코(일본어: 岡村 リツコ)는 마사히코의 언니로 대쇼커 스쿨의 양호교사이다. 츠카사 일행이 대쇼커 스쿨의 보건실에 있는 것을 발견하자 쇼커 전투원들을 불렀지만, 그 후 마사히코에 의해 가면라이더가 나쁜 존재가 아님을 깨닫게 되었다.
오카무라 리츠코는 테라다 유키(일본어: 寺田 有希)가 연기했다.

### 십면귀 윰 키밀
십면귀 윰 키밀(Llumu Qhimil, 일본어: 十面鬼ユム・キミル 주멘키 유무 키미루[*]) 은 게돈(Geddon)의 리더로, 대쇼커의 지부장격으로 아마존의 세계를 지배하고 있다. 고대 잉카 문명의 힘이 담긴 기기의 팔찌와 가가의 팔찌를 이용해 전 인류를 괴인으로 만드려는 계획을 가지고 있다. 하반신을 쿠우가부터 키바까지의 아홉 명의 헤이세이 가면라이더의 얼굴이 새겨진 거대한 구체와 합체하여 이동할 수 있고, 탈착한 상태에서도 하반신에 아홉 명의 라이더의 얼굴이 새겨져 있어 각 라이더에게 적합한 반격 기술을 사용하는 능력을 지니고 있다. 그리고 윰 키밀 자신의 얼굴로는 디케이드의 능력을 사용할 수 있어, 디케이드의 디멘션 킥을 되받아치기도 했다. 그러나 기기의 팔찌와 가가의 팔찌를 모두 빼앗기고, 아마존의 슈퍼 대절단에 죽음을 당했다.
윰 키밀의 목소리는 이시카와 히데오(일본어: 石川 英郎)가 연기했다.

### 아마존의 세계에 등장하는 대쇼커의 괴인들
- 고 자라지 다(일본어: ゴ･ジャラジ･ダ, 28화): 호저(豪猪)종 그론기로 아마존의 재규어 쇼크에 죽음을 당했다.
- 프로페타 크루엔투스(Propheta Cruentus, 일본어: プロフェタ・クルエントゥス 푸로페타 쿠루엔투스[*], 28화 ~ 29화): 사마귀종 로드로 쿠우가 타이탄 폼에게 죽음을 당했다.
- 캄포노터스 웜 맥실라(Camponotus Worm Maxilla, 일본어: カンポノタスワーム・マキシラ 칸포노타스 와무 마키시라[*], 28화): 왕개미종 웜으로 디케이드의 디멘션 킥에 죽음을 당했다.
- 바케네코(일본어: バケネコ, 28화): 고양이종 마화망으로 아마존의 대절단에 죽음을 당했다.
- 쇼커 전투원(일본어: ショッカー戦闘員 숏카 센토인[*])
- 쇼커 과학자(일본어: ショッカー科学者 숏카 카가쿠샤[*])
- 자경단(일본어: 自警団 지케이단[*]): 대쇼커에 충성하는 주민들이 대쇼커에 거스르는 사람들을 잡기 위해 결성한 민병대이다.
- 요부코(일본어: ヨブコ, 29화): 윰 키밀이 기기의 팔찌와 가가의 팔찌의 힘으로 민병대 대장을 마화망으로 바꾼 괴인이다.

## 라이더 대전의 세계
라이더 대전의 세계(일본어: ライダー大戦の世界 라이다 타이센노 세카이[*])는 아홉 세계의 융합이 가속화되면서 라이더들이 서로 대결하는 세계이다. 사진관의 배경은 헤이세이 가면라이더들, 덴라이너, 드래그레더, 캐슬 도란, 료쿠오자루가 디케이드에게 한꺼번에 달려드는 그림이다. 블레이드의 세계, 키바의 세계, 히비키의 세계가 주로 등장하며, 다이키는 "동료"라는 보물을 찾고 있다.

### 유키
유키(일본어: ユウキ) 또는 "퀸"(일본어: クイーン 쿠인[*])는 키바의 세계의 팡가이어의 퀸이다. 진짜 모습은 쏜 팡가이어(Thorn Fangire, 일본어: ソーンファンガイア 손 판가이아[*])로, 참이름(眞名)은 "멸망해가는 제단에서 침묵보다 깊은 입맞춤을"(일본어: 滅びゆく祭壇に、沈黙より深いキスを 호로비유쿠 사이단니 친모쿠요리 후카이 키스오[*])이다. 해삼종으로 아쿠아 클래스(일본어: アクアクラス 아쿠아 쿠라스[*])에 속해있으며 "파이널 잔바트 슬래시"를 사용한다. 키바의 세계를 지키기 위해 아폴로 가이스트와 결혼하여 대쇼커에 들어간 후, 결혼식장의 팡가이어들의 영혼을 전부 아폴로 가이스트가 먹게 했다. 츠카사와 켄다테 카즈마가 결혼식장에 나타나자 팡가이어 모습으로 변신하여 그들을 습격하지만, 결국 디케이드 컴플리트 폼이 소환한 류우키 서바이브 폼에 죽음을 당했다.
유키는 《가면라이더 키바》의 스즈키 미오와 《가면라이더 555》의 소노다 마리를 연기한 하가 유리아(일본어: 芳賀 優里亜)가 연기했다.

### 키바의 세계의 가면라이더
키바의 세계에서 가면라이더 키바로 변신하는 와타루는 라이더 대전에서 블레이드의 세계의 가면라이더와 대결하기 위해 두 가면라이더와 함께 등장했지만, 다른 라이더들이 모두 죽으면서 와타루 혼자만 남게 되었다. 그러나 세계의 융합이 가속화되면서 키바의 세계가 멸망하자 와타루도 소멸하고 말았다.
- 가면라이더 라이징 이크사(일본어: 仮面ライダーライジングイクサ 카멘라이다 라이진구 이쿠사[*], 30화): 라이더 배틀 중 블레이드에게 죽음을 당했다.
- 가면라이더 사가(일본어: 仮面ライダーサガ, 30화): 히비키의 세계의 라이더들과의 라이더 배틀 중 아키라와 토도로키를 죽이지만, 결국 히비키에게 죽음을 당했다.

### 팡가이어
라이더 대전의 세계에서 와타루는 여러 팡가이어(일본어: ファンガイア)들을 이끌고 참전했다. 그러나 이들이 모두 대쇼커와 손을 잡았음이 밝혀졌다.
- 샤크 팡가이어(일본어: シャークファンガイア 샤쿠 판가이아[*]): 디엔드에게 죽음을 당했다.
- 실크모스 팡가이어(일본어: シルクモスファンガイア 시루쿠모스 판가이아[*]): 디엔드에게 죽음을 당했다.
- 호스플라이 팡가이어'(일본어: ホースフライファンガイア 호스후라이 판가이아[*]): 디엔드에게 죽음을 당했다.
- 워스호그 팡가이어(일본어: ウォートホッグファンガイア 워토홋구 판가이아[*]): 유키와 함께 츠카사를 공격했으나, 결국 디케이드에게 죽음을 당했다.

### 블레이드의 세계의 가면라이더
블레이드의 세계의 켄다테 카즈마는 라이더 대전에서 키바의 세계의 가면라이더와 대결하기 위해 두 가면라이더와 함께 등장했다. 그러나 슈퍼 아폴로 가이스트의 등장으로 세계의 융합이 가속화되면서 블레이드의 세계가 멸망하자 모두 소멸하고 말았다.
- 가면라이더 갸렌(Garren, 일본어: 仮面ライダーギャレン 카멘라이다 갸렌[*], 30화): 키바의 세계의 가면라이더들과 대결하였으며, 나중에 카즈마와 함께 츠카사가 아폴로 가이스트와 싸우는 것을 돕는다.
- 가면라이더 렌겔(Leangle, 일본어: 仮面ライダーレンゲル 카멘라이다 렌게루[*], 30화): 키바의 세계의 가면라이더들과의 싸움에서 라이징 이크사에게 죽음을 당했다.

### 언데드
블레이드의 세계의 언데드(일본어: アンデッド 안뎃도[*]들이 블레이드의 세계의 가면라이더들을 따라, 라이더 대전의 세계에서 팡가이어들과 싸운다. 나중에 이들이 모두 대쇼커와 손을 잡았음이 밝혀진다.
- 디어 언데드(일본어: ディアーアンデッド 디아 안뎃도[*]): 스페이드 카테고리 6의 언데드이다. 디엔드에게 죽음을 당했다.
- 스캐러브 언데드(일본어: スカラベアンデッド 스카라베 안뎃도[*]): 스페이드 카테고리 10의 언데드이다. 디엔드에게 죽음을 당했다.
- 리자드 언데드(일본어: リザードアンデッド 리자도 안뎃도[*]): 스페이드 카테고리 2의 언데드이다. 디엔드에게 죽음을 당했다.

### 히비키의 세계의 가면라이더
히비키의 세계의 아스무는 라이더 대전에서 두 가면라이더와 함께 등장했다. 그러나 다른 가면라이더들이 모두 죽고 혼자만 남게 되었다가, 세계의 융합이 가속화되면서 히비키의 세계가 멸망하자 아스무도 사라졌다.
- 가면라이더 토도로키(일본어: 仮面ライダー轟鬼 카멘라이다 토도로키[*], 30화): 팡가이어들과 싸우다가 가면라이더 사가에게 죽음을 당했다.
- 가면라이더 아마키(일본어: 仮面ライダー天鬼 카멘라이다 아마키[*], 30화): 팡가이어들과 싸우다가 사가에게 죽음을 당했다.

### 아홉 세계의 괴인들
슈퍼 아폴로 가이스트가 디케이드, 디엔드, 쿠우가, 키바, 히비키와 맞서기 위해 아홉 세계의 괴인들을 융합하여 강력한 괴인들을 소환했다.
- 필록세라 웜(Phylloxera Worm, 일본어: フィロキセラワーム 피로키세라 와무[*]): 웜들의 융합으로 만들어졌다. 디엔드의 블루 스트라이크에 죽음을 당했다.
- 타이거 오르페녹(Tiger Orphnoch, 일본어: タイガーオルフェノク 타이가 오르페노쿠[*]): 오르페녹들의 융합으로 만들어졌다. 디케이드 컴플리트 폼의 인핸시드 디멘션 킥(Enhanced Dimension Kick)에 죽음을 당했다.
- 패러독사 언데드(Paradoxa Undead, 일본어: パラドキサアンデッド 파라도키사 안뎃도[*]): 언데드들의 융합으로 만들어졌다. 키바에게 죽음을 당했다.
- 비틀 팡가이어(Beetle Fangire, 일본어: ビートルファンガイア 비토루 판가이아[*]): 팡가이어들의 융합으로 만들어졌다. 쿠우가의 마이티 킥에 죽음을 당했다.
- 버팔로 로드 타우루스 발리스타(Buffalo Lord Taurus Balista, 일본어: バッファローロード タウルス・バリスタ 밧파로 로도 타우루스 바리스타[*]): 로드(언노운)들의 융합으로 만들어졌다. 히비키에게 주
- 앨리게이터 이매진(Alligator Imagin, 일본어: アリゲーターイマジン 아리게타 이마진[*]): 이매진의 융합으로 만들어졌다. 디케이드 컴플리트 폼의 인핸시드 디멘션 킥에 죽음을 당했다.

## 디케이드의 세계
디케이드의 세계(일본어: ディケイドの世界 디케이도노 세카이[*])는 카도야 츠카사의 원래 세계이다. 이 세계는 《극장판 가면라이더 디케이드 올라이더 대 대쇼커》의 배경이 되는 세계이다. 사진관의 배경은 츠카사 가족이 살던 오래된 저택의 그림이다. 이 곳에서 다이키는 디엔드라이버를 획득했다.

### 카도야 사요
카도야 사요(일본어: 門矢 小夜)는 츠카사의 여동생이다. 오래전에 부모를 잃고 츠카사가 여행을 떠난 뒤, 피아노를 치면서 집사 츠키카게 노부히코의 보호를 받고 있었다. 그러나 그녀가 가진 땅의 돌의 힘을 노리고 접근했던 츠키카게 노부히코에 의해 대신관 비슘(Bishium, 일본어: 大神官ビシュム 다이신칸 비슈무[*])이 되어, 유스케를 땅의 돌의 힘을 사용해 조종했다. 그러나 결국 스스로 땅의 돌을 깨뜨리고, 대쇼커가 멸망한 이후 스스로 여행을 떠난다.
카도야 사요는 아라이 모에(일본어: 荒井 萌)가 연기했다.

### 츠키카게 노부히코
츠키카게 노부히코(일본어: 月影 ノブヒコ)는 카도야 가문의 집사로 사요를 돌보고 있었으나, 그 정체는 대쇼커의 세계 정복을 위해 일하는 존재로, 달의 돌의 힘을 사용하는 쉐도우 문(Shadow Moon 섀도 문[*], 일본어: シャドームーン 샤도 문[*])이었다. 츠카사를 끌어들여 대쇼커의 수령직에 앉혔다가 쫓아낸 후 스스로 대수령이 되어 모든 가면라이더를 말살시키려 하지만, 결국 가면라이더 더블로부터 치명타를 받고 올 라이더 킥에 죽음을 당했다.
츠키카게 노부히코는 오오우라 류우이치(일본어: 大浦 龍宇一)가 연기했다.

### 유키 조지
유키 조지(일본어: 結城 丈二) 또는 유우키 죠지는 기계 팔을 가지고 있는 수수께끼의 남자였다. 과거에 대쇼커의 과학자로 일하며 디케이드라이버와 디엔드라이버를 만들었으나, 어떤 이유로 인해 대쇼커에서 쫓겨나면서 대수령이었던 츠카사에게 한쪽 팔을 잃고 말았다. 대수령 자리에서 쫓겨난 츠카사를 찾아가 그를 죽이려 하지만, 좌절한 츠카사에게 죽일 가치도 없다며 츠카사에게 강한 충고를 한다. 대쇼커 괴인들이 나타나자 자신의 의수를 기계 팔로 바꾸어 레이저 캐논을 발사했다.
유키 조지가 변신하는 라이더맨(일본어: ライダーマン 라이다만[*])은 극장판에서 모든 라이더들이 나타날 때 같이 등장했지만, 변신하는 장면은 묘사되지 않았다.
유키 조지의 인간 모습은 각트가 연기했으며, "The Next Decade"에서도 연기했다.

### 대쇼커
대쇼커(일본어: 大ショッカー 다이숏카[*])는 수많은 악의 결사가 집합한 거대한 악의 조직이다. 로고는 원래의 쇼커 로고에 디케이드를 상징하는 "DCD"가 추가된 형태이다. 사신 박사, 아폴로 가이스트 외 역대 가면라이더 시리즈의 악당과 괴인들이 모여 있다.

#### 지옥대사
지옥대사(일본어: 地獄大使 지고쿠 타이시[*])는 가면라이더의 세계(일본어: 仮面ライダーの世界 카멘라이다노 세카이[*])에서 온, 쇼커의 간부이다. 방울뱀 형태의 가라가란다(일본어: ガラガランダ)라는 괴인으로 변신할 수 있다. 최종 배틀에서 1호, 2호, 가부토, 블랙 RX와 대결하지만, 결국 1호와 2호의 라이더 더블 킥에 죽음을 당했다.
지옥대사의 인간 모습은 오오스기 렌(일본어: 大杉 漣)이, 가라가란다의 목소리는 스즈무라 켄이치(일본어: 鈴村 健一)가 연기했다.

#### 자크 장군
자크 장군 또는 쟈크 장군(Jark, 일본어: ジャーク将軍 자쿠 쇼군[*])은 블랙 RX의 세계의 크라이시스 제국에서 온 지휘관이다. 디엔드에게 죽음을 당했다.
자크 장군의 목소리는 카토 세이조(일본어: 加藤 清三)가 연기했다.

#### 킹 다크
킹 다크(일본어: キングダーク 킨구 다쿠[*])는 X 라이더의 세계에서 온, 암흑 정부(GOD)를 다스리는 거대한 로봇이다. 가면라이더 J가 변신한 디케이드 컴플리트 폼의 라이더 킥에 죽음을 당했다.

#### 대쇼커 전투원
대쇼커 전투원(일본어: 大ショッカー戦闘員 다이숏카 센토인[*])은 대쇼커의 전투원들로, "이잇!"(일본어: イーッ 잇[*])이라는 구령을 외친다. 미사일 형태로 뛰어들어 자폭할 수 있다.

#### 디케이드의 세계에 등장하는 대쇼커 멤버들
쇼와 라이더들의 세계에서 온 괴인들
- 시오마네킹(일본어: シオマネキング 시오마네킨구[*]): 쇼커의 농게 형태 괴인이다.
- 가니코모루(일본어: ガニコウモル): 겔쇼커에서 온, 박쥐와 게의 모습이 섞여있는 괴인이다.
- 데스트론 전투원(일본어: デストロン戦闘員 데스토론 센토인[*]): 데스트론의 전투원들이다.
- 도라스(일본어: ドラス): 네오 생명체이다.
- 코브라 사나이 가라이(일본어: コブラ男ガライ 코부라 오토코 가라이[*]): 포그 마더의 자식으로 코브라 형태의 괴인이다.

《가면라이더 쿠우가》의 그론기들
- 즈 메비오 다(일본어: ズ･メビオ･ダ): 표범종 그론기이다.
- 메 바지스 바(일본어: メ･バヂス･バ): 벌종 그론기이다.
- 메 기노가 데(일본어: メ･ギノガ･デ): 버섯종 그론기이다.
- 고 가도르 바(일본어: ゴ･ガドル･バ 고 가도루 바[*]): 장수풍뎅이종 그론기이다.

《가면라이더 아기토》의 로드들
- 레이우루스 아쿠티아(Leiurus Acutia, 일본어: レイウルス・アクティア 레이우루스 아쿠티아[*]): 전갈종 로드이다.
- 포르미카 페데스(Formica Pedes, 일본어: フォルミカ・ペデス): 왕개미종 로드이다.
- 포르미카 레기아(Formica Regia, 일본어: フォルミカ・レギア): 여왕개미종 로드이다.

《가면라이더 류우키》의 미러 몬스터들
- 시어고스트(Sheerghost, 일본어: シアゴースト 시아고스토[*]): 잠자리종 애벌레 형태의 미러 몬스터이다.
- 레이드래군(Raydragoon, 일본어: レイドラグーン 레이도라군[*]): 잠자리종 성충 형태의 미러 몬스터이다.
- 사이코로그(Psychorogue, 일본어: サイコローグ 사이코로구[*]): 기계 형태 귀뚜라미종 미러 몬스터이다.

《가면라이더 555》의 오르페녹들
- 버터플라이 오르페녹(일본어: バタフライオルフェノク 바타후라이 오르페녹[*]): 나비종 오르페녹이다.
- 지라프 오르페녹(일본어: ジラフオルフェノク 지라후 오르페노쿠[*]): 기린종 오르페녹이다.
- 롱혼 오르페녹(일본어: ロングホーンオルフェノク 론구혼 오르페노쿠[*]): 하늘소종 오르페녹이다.
- 슬러그 오르페녹(일본어: スラッグオルフェノク 스랏구 오르페노쿠[*]): 민달팽이종 오르페녹이다.
- 와일드보어 오르페녹(일본어: ワイルドボアオルフェノク 와이루도보아 오르페노쿠[*]): 멧돼지종 오르페녹이다.
- 펠리칸 오르페녹(일본어: ペリカンオルフェノク 페리칸 오르페노쿠[*]): 사다새(펠리칸)종 오르페녹이다.
- 스틴크버그 오르페녹(일본어: スティンクバグオルフェノク 스틴쿠바구 오르페노쿠[*]): 노린재종 오르페녹이다.
- 아크 오르페녹(일본어: アークオルフェノク 아쿠 오르페노쿠[*]): 방아깨비종 오르페녹이다.

《가면라이더 블레이드》의 언데드들
- 엘리펀트 언데드(일본어: エレファントアンデッド 에레판도 안뎃도[*]): 클럽 카테고리 잭의 언데드이다.
- 기라파 언데드(일본어: ギラファアンデッド 기라파 안뎃도[*]): 다이아몬드 클럽 킹의 언데드이다.
- 다크로치(일본어: ダークローチ 다쿠로치[*]): 바퀴벌레종 언데드이다. 카테고리는 미상이다.

《가면라이더 히비키》의 마화망들
- 갓파(일본어: カッパ 캇파[*]): 늑대거북과 개구리의 모습이 섞여 있는 마화망이다.
- 바케네코(일본어: ヒトツミ): 고양이종 마화망이다.
- 히토츠미(일본어: ヒトツミ): 후타구치온나 형태의 마화망이다.

《가면라이더 가부토》의 웜들
- 콜레오프테라 웜 아에네우스(Coleoptera Worm Aeneus, 일본어: コレオプテラワーム・アエネウス 코레오푸테라 와무 아에네우스[*]): 풍뎅이(Scarab)종 웜이다.
- 콜레오프테라 웜 크로세우스(Coleoptera Worm Croceus, 일본어: コレオプテラワーム・クロセウス 코레오푸테라 와무 쿠로세우스[*]): 풍뎅이종 웜이다.
- 콜레오프테라 웜 아젠텀(Coleoptera Worm Argentum, 일본어: コレオプテラワーム・アージェンタム 코레오푸테라 와무 아젠타무[*]): 풍뎅이종 웜이다.
- 지오필리드 웜(Geophilid Worm, 일본어: ジオフィリドワーム 지오피리도 와무[*]): 지네종 웜이다.
- 서브스트 웜(Subst Worm, 일본어: サブストワーム 사부스토 와무[*]): 가재종 웜이다.
- 캇시스 웜 글라디우스(Cassis Worm Gladius, 일본어: カッシスワーム・グラディウス 캇시스 와무 구라디우스[*]): 참게종 웜이다.

《가면라이더 덴오》의 이매진들
- 알비노레오 이매진(일본어: アルビノレオイマジン 아루비노레오 이마진[*]): 흰사자종 이매진이다.
- 몰 이매진 액스 핸드(일본어: モールイマジン（アックスハンド） 모루 이마진 (앗쿠스 한도)[*]): 두더지종 이매진으로 도끼로 무장하고 있다.
- 몰 이매진 드릴 핸드(일본어: モールイマジン（ドリルハンド） 모루 이마진 (도리루 한도)[*]): 두더지종 이매진으로 드릴로 무장하고 있다.
- 몰 이매진 크로스 핸드(일본어: モールイマジン（クロスハンド） 모루 이마진 (쿠로스 한도)[*]): 두더지종 이매진으로 날카로운 발톱으로 무장하고 있다.

《가면라이더 키바》의 팡가이어들
- 랫 팡가이어(일본어: ラットファンガイア 랏토 판가이아[*]): 쥐종 판가이어이다.
- 선게이저 팡가이어(일본어: サンゲイザーファンガイア 산게이자 판가이아[*]): 거대갑옷도마뱀종 팡가이어이다.
- 뱃 팡가이어(일본어: バットファンガイア 밧토 판가이아[*]): 박쥐종 팡가이어이다.

《가면라이더 디케이드》의 기타 괴인
- 타우루스 발리스타(일본어: タウルス・バリスタ 타우루스 바리스타[*]): 《가면라이더 디케이드》에 등장했던 아프리카물소종 로드이다.

## 라이더 대전의 세계 (MOVIE 대전 2010)
《가면라이더 × 가면라이더 W & 디케이드 MOVIE 대전 2010》에서의 라이더 대전의 세계는 이전의 라이더 대전의 세계 이후의 이야기를 바탕으로 하고 있으며, 슈퍼 쇼커의 위협을 받고 있다. 츠카사는 여기서 가면라이더 디케이드 격정태(일본어: 仮面ライダーディケイド・激情態 카멘라이다 디케이도 게키조타이[*])라는 디케이드의 다른 형태로 변신하며, 다이키는 츠카사의 라이더 덱을 노린다.

### 미사키 유리코
미사키 유리코(일본어: 岬 ユリコ)는 가면라이더를 쓰러뜨리기 위해 돌아다니는 츠카사를 따라다니며, 전파인간 태클(일본어: 電波人間タックル 덴파닌겐 탓쿠루[*])로 변신하는 여성이다. 과거에 벌 여인의 독에 죽음을 당했으나, 자신이 죽은 존재임을 모르고 있었으며 되살아나 있었다. 결국 유리코는 벌 여인의 독에 다시 찔리지만, 울트라 사이클론으로 벌 여인에게 치명타를 준 후 츠카사 앞에서 소멸했다.
미사키 유리코는 히로세 앨리스(일본어: 広瀬 アリス 히로세 아리스[*])가 연기했다.

### 슈퍼 쇼커
슈퍼 쇼커(일본어: スーパーショッカー 스파 숏카[*])는 대쇼커를 계승함을 주장하는 악의 집단으로, 대쇼커의 잔류 간부인 슈퍼 사신 박사와 가면라이더 디케이드의 등장 인물#나루타키나루타키가 변신한 졸 대령, 그리고 아홉 헤이세이 라이더 세계와 쇼와 라이더 세계의 괴인들이 모여 있다. 이들은 "슈퍼 크라이스 요새"(일본어: スーパークライス要塞 스파 쿠라이스 요사이[*])를 근거로 하고 있다.

#### 벌 여인
벌 여인(일본어: ハチ女 하치온나[*]) 은 벌 형태로 개조된 인간으로 벌침을 형상화한 무기를 가지고 있다. 대쇼커에서 활동할 때 전파인간 태클을 죽였었으며, 슈퍼 쇼커가 세워질 무렵에는 슈퍼 쇼커의 간부가 되었다. 나츠미 일행을 습격하지만 전파인간 태클의 울트라 사이클론에 치명타를 입고, 네오 생명체에게 "신을 뛰어넘는 힘을 달라"고 말하지만 오히려 잡아먹히고 말았다.
벌 여인은 《염신전대 고온저》에서 해수대신 케가레시아를 연기한 오이카와 나오(일본어: 及川 奈央)가 연기했다.

#### 네오 생명체
네오 생명체(일본어: ネオ生命体 네오 세이메이타이[*])는 주변의 금속들을 흡수하여 자신의 전투 형태인 금속 괴인 도라스(Doras, 일본어: ドラス)를 만들어내는 생명체로, 가면라이더들을 없애려는 슈퍼 사신 박사에 의해 만들어졌다. 네오 생명체는 벌 여인을 잡아먹어 도라스 형태로 변신한 후 가면라이더들을 공격하지만, 도라스 형태가 가면라이더들에게 파괴되자 슈퍼 크라이스 요새에 붙어 그것을 조종하며 가면라이더들을 습격했다. 그리고 슈퍼 크라이스 요새가 파괴되자, 더블의 공격을 피해 온 더미 도펀트를 흡수하여 얼티메이트 D(Ultimate D, 일본어: アルティメットD 아루티멧토 D[*])로 변신하였다. 그러나 결국 디케이드와 더블의 익스트림 라이더 킥에 죽음을 당했다.
네오 생명체의 목소리는 혼조 유타로(일본어: 本城 雄太郎)가, 도라스의 목소리는 사카이 케이코우(일본어: 酒井 敬幸)가, 얼티메이트 D의 목소리는 테즈카 토오루(일본어: 手塚 とおる)가 연기했다.

#### 슈퍼 쇼커 전투원
슈퍼 쇼커 전투원(일본어: スーパーショッカー戦闘員 스파 숏카 센토인[*])은 대쇼커 전투원의 슈트를 다시 착용한 전투들로, "이잇!"(일본어: イーッ)이라는 구호를 사용한다. 대쇼커 전투원들처럼 미사일 형태로 뛰어올라 자폭할 수 있다.

#### 슈퍼 쇼커의 괴인들
쇼와 가면라이더 시리즈의 괴인들
- 잔지오(일본어: ザンジオー 잔지오[*]): 쇼커의 도롱뇽 형태 괴인이다.
- 재규어 맨(일본어: ジャガーマン 자가만[*]): 쇼커의 재규어 형태 괴인이다.
- 독도마뱀 사나이(일본어: 毒トカゲ男 도쿠토카게 오토코[*]): 쇼커의 갑옷도마뱀 형태 괴인이다.
- 히루카멜레온(일본어: ヒルカメレオン 히루카메레온[*]): 겔쇼커의 괴인으로 거머리와 카멜레온의 모습이 섞여있다.
- 코브라 사나이 가라이(일본어: コブラ男ガライ 코부라 오토코 가라이[*]): 코브라 형태의 괴인으로 포그 마더의 자식이다.

헤이세이 가면라이더 시리즈의 괴인
- 즈 고오마 그(Zu-Gooma-Gu, 일본어: ズ･ゴオマ･グ 즈 고오마 구[*]): 흡혈박쥐종 그론기이다.
- 고 자라지 다(Go-Jaraji-Da, 일본어: ゴ･ジャラジ･ダ): 호저(豪猪, 산미치광이)종 그론기이다.
- 볼루크리스 팔코(Volucris Falco, 일본어: ウォルクリス・ファルコ 보루쿠리스 파루코[*]): 매종 로드이다.
- 솔로스파이더(Solospider, 일본어: ソロスパイダー 소로스파이다[*]): 장수갈거미종 미러 몬스터이다.
- 스콜피온 오르페녹(Scolpion Orphnoch, 일본어: スコーピオンオルフェノク 스코피온 오르페노쿠[*]): 전갈종 오르페녹이다.
- 타이탄(Titan, 일본어: ティターン 티탄[*]): 전갈과 카멜레온의 모습이 섞여있는 언데드이다.
- 고다마(일본어: コダマ 코다마[*]): 나무 형태의 마화망이다.
- 세크티오 웜 아쿠에레(Sectio Worm Acuere, 일본어: セクティオワーム・アクエレ 세쿠티오 와무 아쿠에레[*]): 사마귀종 웜이다.
- 코브라 이매진(Cobra Imagin, 일본어: コブライマジン 코부라 이마진[*]): 코브라종 이매진이다.
- 게코 이매진 (Gecko Imagin, 일본어: ゲッコーイマジン 겟코 이마진[*]): 도마뱀붙이종 이매진이다.
- 선게이저 팡가이어(Sungazer Fangire, 일본어: サンゲイザーファンガイア 산게이자 판가이아[*]): 갑옷도마뱀종 팡가이어이다.

## 같이 보기
- 가면라이더 디케이드의 아홉 세계의 등장 인물
- 《극장판 가면라이더 디케이드 올라이더 대 대쇼커》
- 《가면라이더 × 가면라이더 W & 디케이드 MOVIE 대전 2010》 〈디케이드 완결편〉·〈MOVIE 대전 2010〉